# Ethnologischer Film
Der ethnologische Film oder ethnographische Film ist eine Form des Dokumentarfilms innerhalb der Ethnologie (Völkerkunde) und Ethnographie (Völkerbeschreibung). Das Ziel des ethnologische Films ist die Darstellung fremder Kulturen innerhalb ihrer soziokulturellen, sozioökonomischen sowie geologisch-biologischen Umgebung, also die Beschreibung ihrer Lebensbedingungen, Normen, Wertvorstellungen sowie Kulturtechniken. Ein wichtiges Merkmal des ethnologischen Films ist die Betrachtung einer ausgewählten Gruppe (Ethnie, indigenes Volk). Dabei wird die Filmerzählung in der Regel anhand eines oder mehrerer Hauptpersonen entwickelt, die stellvertretend für die gesamte Gruppe stehen (vergleiche dazu auch Feldforschung und teilnehmende Beobachtung).
Der ethnologische Film wird zusammen mit der ethnographischen Fotografie unter dem Oberbegriff visuelle Anthropologie zusammengefasst (Einsatz von Medien). Behandelt ein ethnologischer Film Phänomene aus dem deutschsprachigen oder europäischen Kulturraum, wird er meist als volkskundlicher oder kulturwissenschaftlicher Film bezeichnet.

## Geschichte
Die ersten ethnographischen Filme entstanden um 1900 im Zuge von Kolonisation und Entdeckungs- und Forschungsreisen. Dabei stand das Interesse im Vordergrund, biologisch-anthropologische Kenntnisse über Angehörige anderer Kulturen zu erlangen, indem man vor allem  Bewegungsabläufe bei handwerklichen Tätigkeiten oder auch bei rituellen Handlungen auf Filmmaterial festhielt und zu analysieren versuchte. Der Internationale Völkerkundekongress im Jahre 1900 in Paris sprach sich bereits dafür aus, die damals gerade im Entstehen begriffenen Völkerkundemuseen um Filmarchive zu ergänzen. Der erste abendfüllende Film ethnographischen Charakters war Robert J. Flahertys Nanuk, der Eskimo (1922), der fiktionale mit dokumentarischen Elementen verband und insbesondere hinsichtlich der Kooperation zwischen Filmemacher und Protagonisten seiner Zeit weit voraus war.
Bis in die 1950er-Jahre blieb jedoch der ethnographische Film in der Hauptsache ein internes Mittel der Wissenschaft ohne große Außenwirkung und musste sich schriftlichen Arbeitsergebnissen unterordnen. Ende der 1950er und Anfang der 1960er erwachte ein öffentliches Interesse am ethnographischen Film, das seinen Ausdruck in speziellen Festivals  wie dem Festival dei Popoli in Florenz und dem Cinéma du réel in Paris sowie dem Ethnologischen Filmfestival in Ungarn, bei dem der Regisseur Harald Schäfer 1971 den 1. Preis und den Preis der Kritiker erhielt. Filmemacher wie Jean Rouch (Ich, ein Schwarzer, 1958), John Marshall (The Hunters, 1958) oder Robert Gardner (Dead Birds, 1963) beschäftigten sich mit dem ethnographischen Film. Die verbesserten technischen Möglichkeiten wie etwa leichter transportierbares Gerät oder die synchrone Tonaufzeichnung gaben dem Genre neue Anstöße und boten Platz für Innovationen, wie sie etwa David und Judith MacDougall in ihrer Trilogie Turkana Conversations (Filmaufnahmen 1974, Veröffentlichung 1977/79/81) umsetzten.
Besonders die Zusammenarbeit mit dem Fernsehen verhalf dem ethnographischen Film zu der Möglichkeit, breite Publikumsschichten zu erreichen, etwa im Falle von Ivo Streckers Süße Hirse (1994) und Sorge und Hoffnung im Angesicht der Dürre (1994). Bedeutende wissenschaftliche Träger und Kooperationspartner des Fernsehens sind in Deutschland das Institut für den Wissenschaftlichen Film in Göttingen und die Gesellschaft für den kulturwissenschaftlichen Film, ebenfalls in Göttingen. Auch die Schweizerische Gesellschaft für Volkskunde verwirklichte die Zusammenarbeit zwischen Ethnologen und professionellen Filmemachern, etwa mit Hans-Ulrich Schlumpfs Der schöne Augenblick (1985).
Die portugiesische Dokumentation É na terra não é na lua (2011) schildert das Leben der Einwohner Corvos, der kleinsten Insel der Azoren.

## Ziele
Durch die unmittelbar wirkenden visuellen und auditiven Mittel des Films soll beim Zuschauer Verständnis für ihm fremde Lebensweisen erreicht werden. Im Falle eines untergeordneten wissenschaftlichen Anspruchs dominiert oft die Betonung exotischer Elemente. Der Reise- oder Expeditionsfilm vermittelt in diesem Sinne zwar oft ethnographische Informationen, verharrt aber meistens in der Sichtweise des staunenden Außenstehenden.
Der moderne ethnographische Film beschränkt sich nicht auf die unbeteiligte Beobachtung, sondern benutzt den Prozess des Filmens von der Konzeption an als Form der Kommunikation und als kooperatives Projekt. Auch künstlerische Ausdrucksformen durch die Mittel des Films wie etwa Schnitt und Rhythmus, Einsatz von Musik oder Elementen von Dramaturgie werden gemeinsam erarbeitet.
Die ethisch verantwortliche Suche nach geeigneten Darstellungsformen und oft auch eine eindeutige Parteinahme für die im Film abgebildeten Menschen in ihren Nöten und ihrem Kampf gegen Kulturvernichtung, Vertreibung und Enteignung geraten in den Vordergrund des filmemacherischen Interesses.

## Wissenschaftliche Bedeutung
In der Theorie geht es beim Ethnologischen Film im Wesentlichen um die Frage, inwieweit audiovisuelle Aufnahmetechniken zu wissenschaftlichen Zwecken innerhalb der Ethnologie genutzt werden können und ob die Ausdrucksmöglichkeiten des Films dabei wissenschaftlich relevant sind oder nicht. Dem Film wird vorgeworfen, in erster Linie der Unterhaltung zu dienen, weshalb der Ethnologische Film von vielen Ethnologen als ein für wissenschaftliche Zwecke nicht besonders geeignetes Darstellungsmedium angesehen wird, das eher in den Bereich der Populärwissenschaft gehört. Dabei wird insbesondere auf die Schwierigkeit der Theoriebildung mittels filmischer Darstellungen hingewiesen.
Der Ethnologe und Filmemacher David MacDougall geht in seinem Buch Transcultural Cinema auf die Unterschiede zwischen Wort und Bild ein. Er bestätigt darin, dass die Theoriebildung wie sie in schriftlicher Form erfolgt im Film nicht möglich ist, der Film dafür aber über andere interessante Darstellungsmöglichkeiten verfügt, weil es sich dabei gegenüber dem Text um ein grundsätzlich anderes Medium handelt. So seien Texte immer darauf angewiesen komplexe Umgebungen in vereinfachenden Kategorien zu beschreiben und „Fremdes“ müsse immer dem „Bekannten“ gegenübergestellt werden, um schriftlich beschreibbar zu sein. Der Film hat hingegen die Möglichkeit, die Komplexität einer Situation weitgehend realistisch wiederzugeben, und vermittelt dem Zuschauer kulturelle Unterschiede daher eher auf intuitive Art und Weise.

## Filmfestivals
Eine Auswahl von ethnologisch/ethnographischen Filmfestivals:
Deutschland
- freiburger film forum: seit 1985 zweijährlich in ungeraden Jahren, im Mai 2015 zum 16. Mal, veranstaltet vom Kommunalen Kino in Freiburg, bedeutendes Filmfestival für den interkulturellen Dialog in Europa[1]
- German International Ethnographic Film Festival (GIEFF):[2] erstmals 1993, im Mai 2018 zum 14. Mal, veranstaltet vom 2007 gegründeten Verein GIEFF e. V.[3]
- Marburg International Ethnographic Film Festival (One with a Movie Camera): erstmals 2012, im November 2016 zum fünften Mal[4]
- Münchner EthnoFilmFest: ab 2004, im November 2014 zum zehnten Mal, veranstaltet vom Museum Fünf Kontinente (ehemals Staatliches Museum für Völkerkunde) und Institut für Ethnologie der Ludwig-Maximilians-Universität München[5]

Österreich
- ETHNOCINECA – Ethnographic and Documentary Filmfest Vienna, Wien:[6] unter Mitarbeit des MASN-Austria (Moving Anthropology Student Network), erstmals 2007, im Mai 2014 zum achten Mal, veranstaltet vom 2011 gegründeten „ETHNOCINECA – Verein zur Förderung der audiovisuellen Kultur“[7]

### Preise
- Ethnocineca Student Shorts Award (ESSA), Publikumspreis des Wiener Ethnocineca-Filmfestivals, erstmals 2014 vergeben.[6]